# Bob Danskin
Bob Danskin là một cầu thủ bóng đá người Anh thi đấu ở vị trí hậu vệ cho Leeds United và Bradford Park Avenue.